# Drapeau de Milwaukee
Le drapeau de Milwaukee est le drapeau de la ville de Milwaukee, dans l'État du Wisconsin, aux États-Unis. Il est adopté en 1954.
Depuis son adoption, plusieurs concours ont eu lieu pour trouver un meilleur drapeau, mais aucune démarche n'a encore abouti à un changement. 

## Description

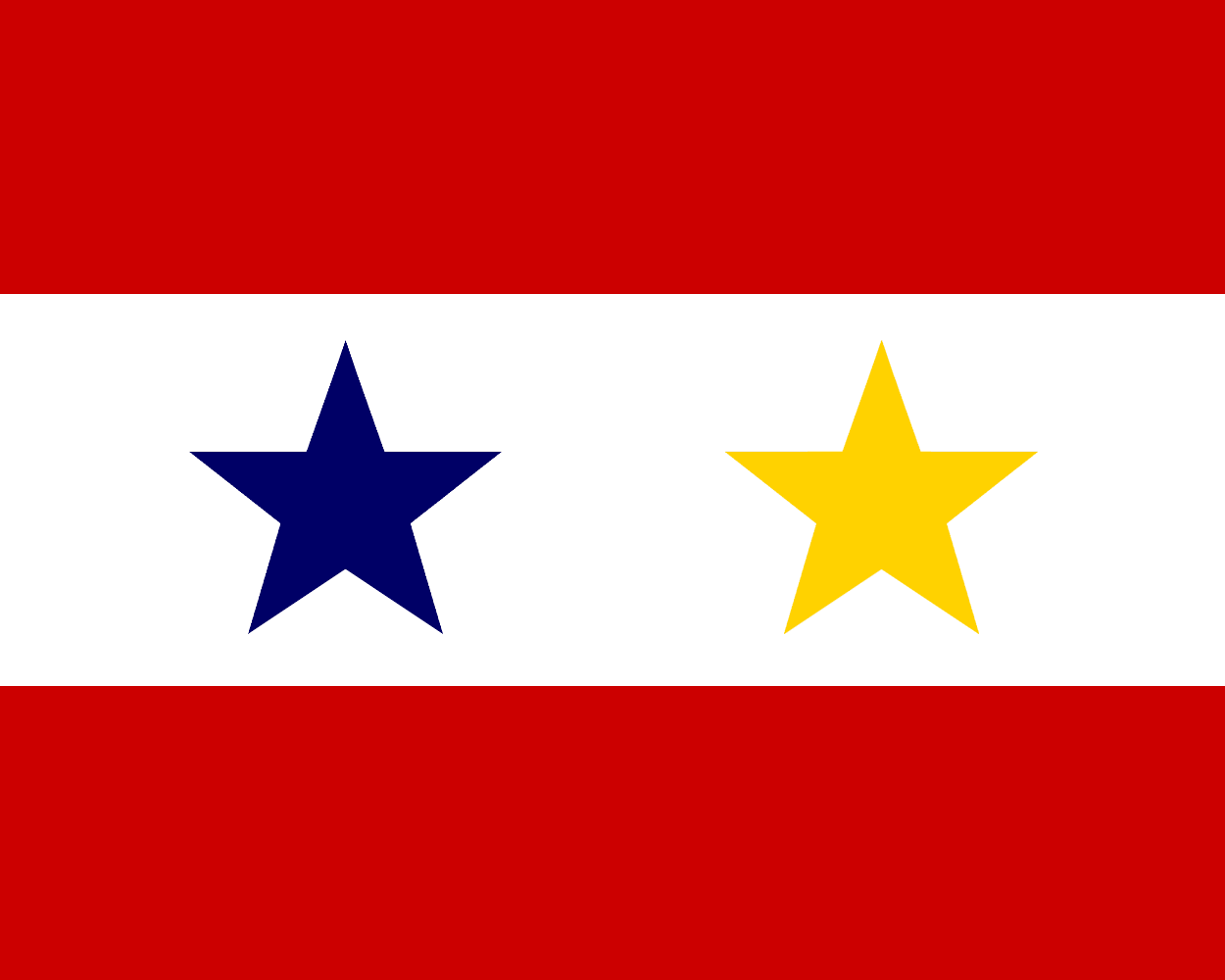
Le petit drapeau présent sur le drapeau de Milwaukee.

Le drapeau se compose des symboles de Milwaukee, disposés sur un fond bleu moyen, avec le nom de la ville dans la partie inférieure.
En arrière-plan au centre, un engrenage, représentant l'industrie, élément marquant de l'identité et de l'histoire de Milwaukee. La tête d'un autochtone d'Amérique, ressemblant au logo des Milwaukee Braves de l'époque, représente les origines amérindiennes de la ville. Le drapeau contient également une petite image d'un autre drapeau : il est constitué de trois bandes, rouge-blanc-rouge. La blanche contient deux étoiles, une bleu foncé et une dorée. Il est initialement pris pour le pavillon d'une compagnie maritime, mais la revue Raven estime qu'il s'agit en fait d'un service flag (en), drapeau que peut arborer la famille de toute personne ayant servi dans les Forces armées des États-Unis. Celui-ci ferait référence à la Seconde Guerre mondiale, l'étoile bleue indiquant qu'un membre de la famille a combattu sur le terrain et la dorée qu'il est mort au combat. Cependant, les service flags sont généralement orientés verticalement. 
Le symbole représentant une lampe en haut à droite était autrefois associé à la bibliothèque municipale de Milwaukee.
Au centre, au second plan, se trouve l'hôtel de ville de Milwaukee, représentant le gouvernement, qui est entouré de bâtiments aux contours abstraits, notamment une église, des logements, une usine, la Milwaukee Arena et l'ancien County Stadium (démoli en 2001), au-dessus de plusieurs vagues représentant le lac Michigan.
La tige d'orge dorée à gauche symbolise l'histoire brassicole de Milwaukee, et le navire rouge avec de l'eau l'importance de Milwaukee en tant que ville portuaire. 
1846, l'année indiquée verticalement sur la droite du drapeau, rappelle l'année de fondation de la ville. Elle naît de la fusion de Kilbourntown, nommée d'après Byron Kilbourn et de Juneautown, dont le nom s'inspire de Solomon Juneau.

## Histoire
Milwaukee a eu plusieurs drapeaux municipaux, certains officiels et d'autres restés à l'état de proposition, avant et après l'adoption du design actuel.

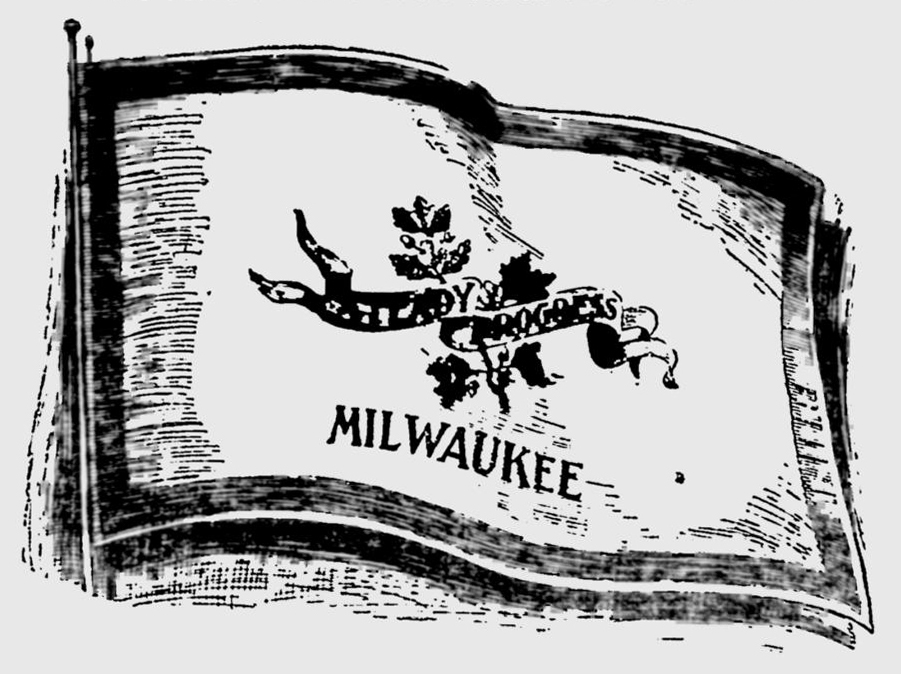
Design ayant remporté le concours de 1897, en noir et blanc, publié dans le Milwaukee Journal le 10 janvier 1898.

### Premières propositions
La première tentative de création d'un drapeau pour la ville a lieu en 1897, lors d'un concours organisé par le Milwaukee Journal. Le projet retenu, conçu par John Amberg, comprend une branche de chêne sur laquelle figure la devise « Steady Progress » (en français : « Progrès constant ») sur un champ de couleur crème. John Amberg reçoit le premier prix, qui se monte à 15 $. La conception est saluée par le maire de l'époque, William C. Rauschenberger, qui échoue peu de temps après à être réélu. Le drapeau ne sera donc jamais officiellement adopté.

### Conceptions initiales
|                                                                                         |
| « Drapeau municipal de Milwaukee », tel que décrit dans des articles de presse en 1909. |

| |
| Drapeau adopté en 1927 et utilisé par le Milwaukee Police Department pour les cérémonies officielles. |

|                                                         |
| Variante adopté par le corps des pompiers de Milwaukee. |

|                                                          |
| Drapeau conçu pour la cérémonie du MS Milwaukee en 1928. |

En 1909, des articles de presse décrivent « le drapeau municipal de Milwaukee » comme composé d'un fond bleu sur lequel est positionné un cercle rouge, dans lequel se trouve la lettre « M » en blanc. Le design pourrait être en rapport avec l'iconographie de la campagne publicitaire « Milwaukee : a Bright Spot », mise en place par la ville au début des années 1900,.
Le drapeau semble tomber en disgrâce peu de temps après.
En 1917, l'alderman Frederick C. Bogk passe commande d'un drapeau de la ville, dans le cadre d'un plan ambitieux pour favoriser la croissance de Milwaukee, parallèlement à l'expansion du port, à l'investissement dans les infrastructures, à la préservation des quartiers résidentiels et à l'élargissement des limites de la ville aux banlieues les plus proches du centre. Le projet de drapeau ne sera jamais concrétisé,.
En 1927, un groupe de citoyens crée son propre drapeau, composé d'un champ couleur Alice blue (en) sur lequel figure, au centre, le sceau de la ville en orange doré. Le drapeau est soumis au conseil municipal, adopté et transmis au Milwaukee Police Department pour être utilisé exclusivement lors des cérémonies officielles. Une version bleu foncé/bleu clair est créée pour les pompiers. Au fil du temps, les drapeaux de la police et des pompiers tombent en désuétude et aucun des deux n'est utilisé pour représenter la ville dans son ensemble.
L'année suivante, en 1928, la compagnie maritime Hamburg America Line décide de baptiser son nouveau navire le MS Milwaukee. La compagnie allemande demande que le drapeau de la ville de Milwaukee soit apporté en Allemagne pour être déployé lors de la cérémonie de lancement. Plutôt que d'envoyer le drapeau introduit l'année précédente, la ville crée un nouveau design. Il est constitué de bandes obliques vertes et bleues alternées. Un « M » de couleur crème est sur un cercle rouge.

### Centenaire de Milwaukee

Drapeau du Centurama.

Par la suite, les efforts pour l'adoption d'un nouveau drapeau permanent de la ville continuent. En 1942, quatre ans avant la célébration du centenaire de Milwaukee, l'alderman Fred P. Meyer présente une nouvelle résolution au conseil municipal proposant la création d'un « comité spécial [...] composé d'aldermen et de citoyens soucieux du civisme qui, avec la coopération de la commission des arts et d'autres institutions artistiques, serait chargé de recommander un dessin qui serait prêt pour le centième anniversaire de Milwaukee » le 31 janvier 1946. Le centenaire se rapproche et passe sans qu'aucune action ne soit réalisée par le conseil.
Cependant, un drapeau est créé pour la célébration du « Centurama », un festival de plusieurs jours destiné à célébrer le centenaire de la ville. Il est composé d'une homme à deux visages symbolisant le dieu romain Janus s'élevant au-dessus des eaux du lac Michigan, avec un visage tourné vers la gauche « saluant le passé » et l'autre regardant vers la droite, la main tendue, « défiant l'avenir ». Le projet, réalisé par l'artiste local Earl H. Martyn, est sélectionné à l'issue d'un concours, qui lui fait remporter le premier prix, se montant à 75 $,.

### Concours de 1950
|                                                                         |
| Version en noir et blanc du drapeau ayant remporté le concours de 1950. |

|                                                                                         |
| Design final adopté par Milwaukee, drapeau accroché dans la salle du conseil municipal. |

En février 1950, l'alderman Fred Meyer remet le sujet sur la table et affirme que la ville a besoin d'un drapeau en vue de l'organisation de la Civic Progress Week en avril. Milwaukee est, à l'époque, l'une des quatre seules villes de plus de 500 000 habitants à ne pas avoir de drapeau. La ville organise donc son premier concours officiel pour en concevoir un. La commission des arts est chargée d'établir des recommandations pour faciliter la sélection du vainqueur. Le gagnant est Alfred P. Dannenmann, un jeune habitant de Milwaukee, âgé de 17 ans, qui crée un drapeau comportant trois engrenages entrelacés, sur lesquels sont écrits, en capitales, « Homes », « Industry » et « Shipping », le tout positionné entre une bannière indiquant « Milwaukee » et l'année de fondation de la ville, 1846[réf. souhaitée]. Dannenmann reçoit le prix de 75 $ promis au vainqueur et plusieurs mentions honorables sont distinguées, mais aucun projet n'est finalement adopté officiellement par la ville, qui juge qu'aucune des propositions n'est pleinement satisfaisante. 
La commission artistique de la ville décide à la place de concevoir elle-même un nouveau drapeau, en s'inspirant des éléments de plusieurs projets présentés lors du concours de l'année précédente. L'ancien alderman Fred Steffan, qui siégeait au conseil lors du concours de 1950 mais était alors artiste employé par la Joseph Schlitz Brewing Company, combine des éléments du design gagnant avec d'autres monuments de la ville pour créer un nouveau drapeau, qui est officiellement approuvé par le Conseil municipal le 21 septembre 1954, et devient donc le drapeau officiel de la ville. La ville commande un unique exemplaire de ce drapeau, afin de l'afficher dans la salle du conseil municipal. Mesurant trois pieds de haut et cinq pieds de large, il est orné de franges dorées. Il est fabriqué par l'entreprise locale d'articles de sport CA Burghardt & Sons, qui a  soumis l'offre la moins chère, s'élevant à 186,41 $. Le drapeau est livré au conseil le 25 janvier 1955 et exposé dans la salle de réunion.
En 1969, la ville propose des drapeaux à la vente, mais l'initiative ne récolte pas un très grand succès et le drapeau n'est pas utilisé largement.
L'œuvre originale de Fred Steffan, peinte à l'acrylique sur papier, est considérée comme perdue jusqu'à ce qu'elle soit retrouvée en août 2021 par le greffier de la ville de Milwaukee, Jim Owczarski, lors du nettoyage des archives de la ville. La ville annonce alors vouloir préserver la peinture et la numériser.

### Concours de 1975

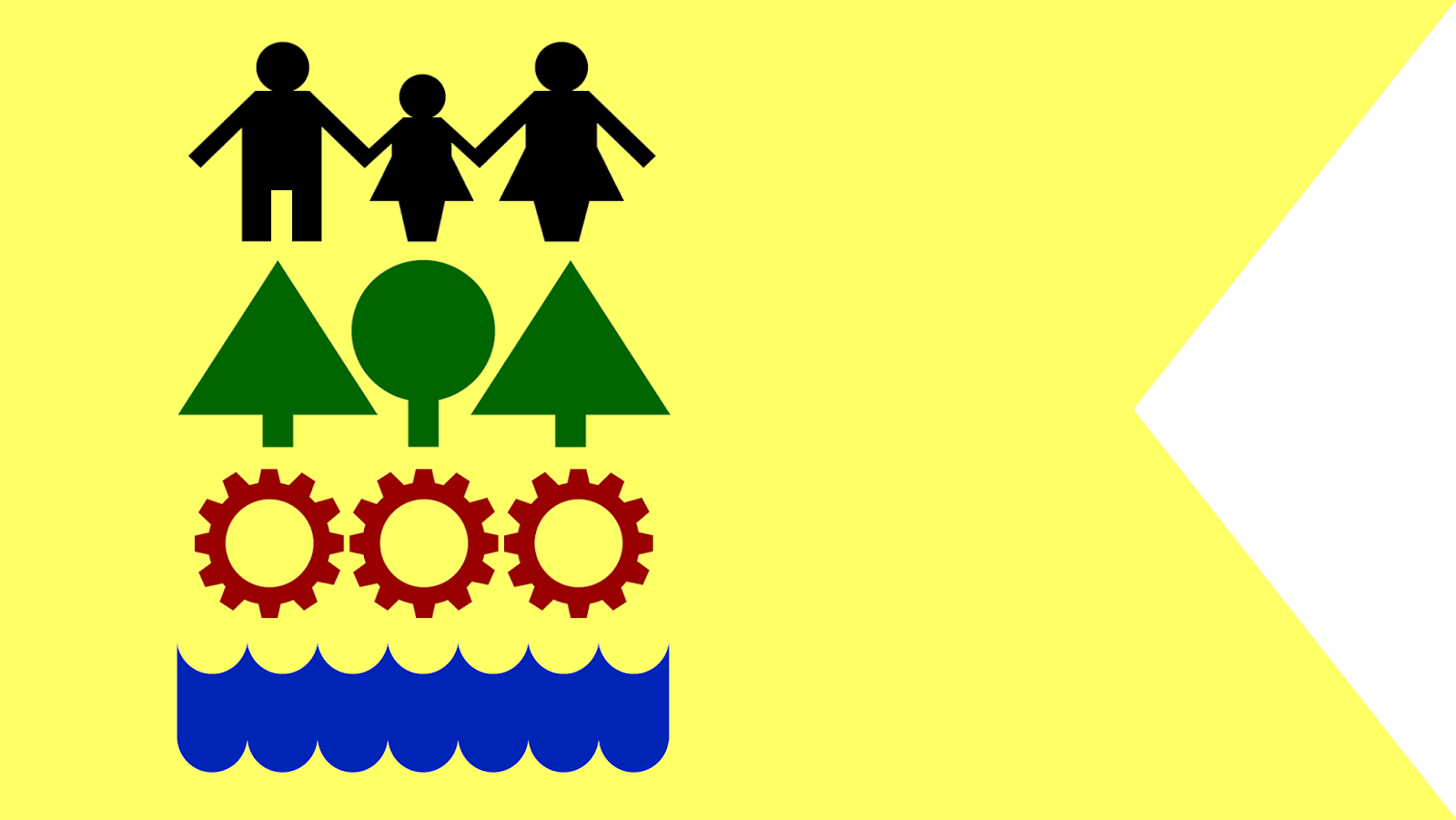
Drapeau ayant remporté le concours de 1975.

Vingt ans après l’adoption du drapeau créé par Fred Steffan, il commence à être jugé dépassé. Visuellement, il est aussi trop complexe. En 1975, la ville organise un deuxième concours pour trouver un nouveau design de drapeau. Lee Tishler, un employé du musée public de Milwaukee, le remporte en soumettant la proposition une bannière à queue-d'aronde jaune vif comportant des symboles représentant la vie quotidienne : une famille, trois arbres, trois engrenages et une vague. Bien que Tishler ait reçu le prix du concours, un bon d'épargne de 100 $, son drapeau n'est pas adopté,.

### Concours de 2001
En 2001, la commission artistique du conseil municipal de Milwaukee organise à nouveau un concours pour concevoir un nouveau drapeau, estimant que celui de 1954 commence à être un peu désuet. 104 projets sont présentés, mais aucun ne reçoit l’approbation de la commission, qui estime qu'ils ne parviennent pas à « capter l'esprit de Milwaukee ». Elle vote à l'unanimité pour transmettre cinq finalistes au conseil municipal, mais lui recommande de les rejeter tous, et le drapeau de Fred Steffan, adopté en 1950, est conservé,. 
Dans une étude menée en 2004 par l'Association nord-américaine de vexillologie, le drapeau de Milwaukee est classé quatrième parmi les pires bannières de toutes les grandes villes des États-Unis.

### Nouveau projet de changement de drapeau

#### People's Flag of Milwaukee

Lever de soleil au-dessus du lac par Robert Lenz, vainqueur du concours populaire de 2016 pour le choix du drapeau.

En 2015, en réponse à la couverture médiatique négative suscitée par un épisode du podcast 99% Invisible, Steve Kodis, lance une initiative, parrainée par l'American Institute of Graphic Arts, Ink to the People et la radio locale de Milwaukee. Le projet, appelé Greater Together, est une association à but non lucratif ayant pour objectif de créer un drapeau, qui sera appelé « The People's Flag of Milwaukee »,,.
L'idée de créer un nouveau drapeau pour la ville suscite des réactions partagées, dont certaines négatives. Un chroniqueur local se demande si un nouveau projet sera accepté par le public ou s'il sera rapidement abandonné comme l'ont été les propositions précédentes. À l'inverse, des habitants de Milwaukee soutiennent l'initiative, dont plusieurs aldermen.
Le public soumet 1 006 propositions, parmi lesquelles cinquante sont envoyées en demi-finales et cinq sont sélectionnées comme finalistes en 2016, par une équipe de cinq juges. Un sondage est organisé en ligne, auquel répondent plus de 7 000 personnes ; elles doivent noter sur une échelle de 0 à 10 les propositions retenues. La consultation donne vainqueur un design appelé Lever de soleil au-dessus du lac (en anglais : Sunrise Over the Lake), qui reçoit la note la plus élevée des cinq,. 
Le drapeau vainqueur est révélé au public lors d'une grande cérémonie le 14 juin 2016. Lever de soleil au-dessus du lac est décrit ainsi :
« The rising sun over Lake Michigan symbolizes a new day. The light blue bars in its reflection represent the city's three rivers ... and three founding towns ... . Gold represents our brewing history and white symbolizes peace. »
« Le soleil levant sur le lac Michigan symbolise un nouveau jour. Les barres bleu clair dans son reflet représentent les trois fleuves de la ville [...] et les trois villes fondatrices [...]. L'or représente notre histoire brassicole et le blanc symbolise la paix. »
Le 19 juillet 2018, le comité directeur et des règles du conseil municipal de Milwaukee examine une proposition visant à désigner ce drapeau comme nouveau drapeau officiel de la ville. Le comité vote pour le réexamen de la proposition lors d’une autre réunion. En novembre de cette année-là, le conseil des arts de la ville de Milwaukee déclare que la recherche initiale d'un nouveau drapeau n'a pas été suffisamment inclusive, compte tenu du nombre relativement restreint de juges et d'électeurs impliqués dans le processus, et du manque d'efforts pour inclure les personnes n'ayant pas accès à Internet.
L'alderwoman Chantia Lewis déclare qu'il serait injuste de laisser « 15 personnes changer entièrement le drapeau pour 600 000 personnes ». L'alderman Russell Stamper demande si la campagne représente l'ensemble de la ville, et un autre membre du conseil municipal, Bob Donovan, indique qu'un seul électeur l'a contacté au sujet de la question du drapeau, et que cette personne est opposée au changement du drapeau actuel,,.  Le conseil des Arts recommande de reprendre de zéro le processus de sélection.
Malgré l'inaction des responsables de la ville, le drapeau du peuple est rapidement adopté par les citoyens de Milwaukee,. Les organisateurs du concours publient le dessin dans le domaine public, décidant de laisser le drapeau recueillir le soutien populaire avant de faire campagne pour une reconnaissance officielle. Dès son introduction, le drapeau est adopté par des entreprises locales et utilisé sur des produits commerciaux, allant des vélos aux étiquettes de bières vendues par des microbrasseries. Les Brewers de Milwaukee vendent des produits dérivés comportant une combinaison de l'image du drapeau et de leur logo. Cette utilisation commerciale conduit le nouveau drapeau à devenir « un symbole presque omniprésent dans toute la ville », même sans avoir été adopté officiellement par le gouvernement de la ville.
En juillet 2024, le conseil municipal de Milwaukee décide de réexaminer la question, l'alderman du district 11, Peter Burgelis, présentant une résolution visant à adopter officiellement ce drapeau comme drapeau officiel de Milwaukee. Le 9 septembre 2024, le comité directeur et des règles se prononce en faveur d'un vote lors du conseil municipal.

#### Proposition de Robert Bauman

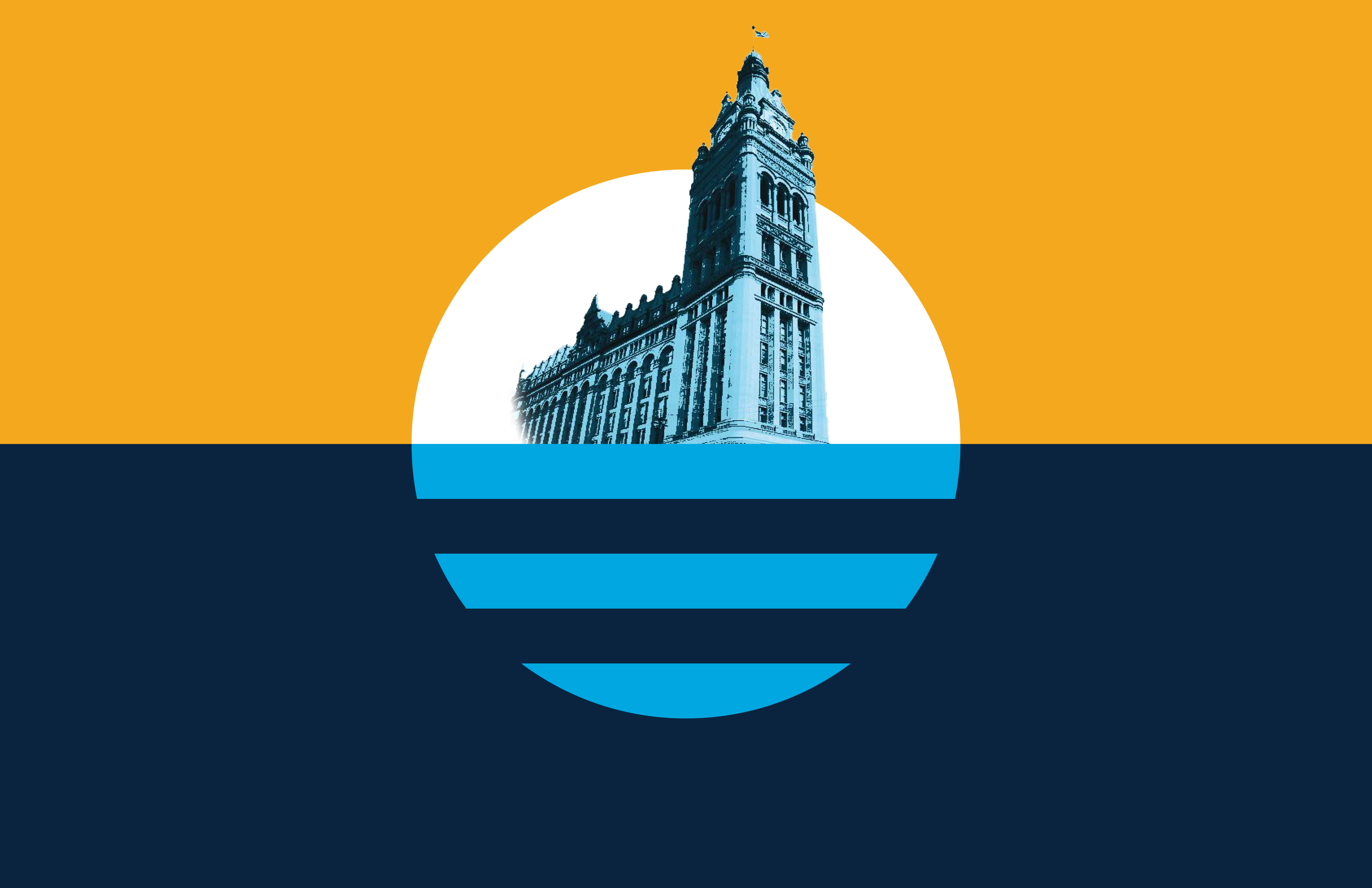
Version modifiée de Lever de soleil au-dessus du lac par l'alderman Robert J. Bauman

Le 19 septembre 2024, l'alderman Robert J. Bauman, initialement opposé à ce que le drapeau soit soumis au vote, présente sa propre version du People's Flag. Rappelant le drapeau conçu par Fred Steffan, Robert Bauman superpose une photo de l'hôtel de ville de Milwaukee sur le drapeau Lever de soleil au-dessus du lac, pour « [renforcer] l'association du drapeau avec la ville de Milwaukee ».
Cette création est accueillie avec dérision par les médias. Sa proposition inspire une série de messages humoristiques en ligne, les commentateurs apposant à la place de l'hôtel de ville différents symboles locaux, dont des personnalités sportives, des magasins de proximité, ainsi qu'un avocat médiatisé de Milwaukee, sur la proposition originale de drapeau. Certains notent que l'alderman lui-même reproduit le processus de Fred Steffan en 1954 en essayant de combiner des éléments discordants et conflictuels dans une seule conception.
Le 24 septembre 2024, le projet de Robert Bauman est largement rejeté par le conseil municipal. Il parvient malgré tout à retarder le vote sur l'adoption de Lever de soleil au-dessus du lac, invoquant une question de procédure concernant le coût — estimé à 917 $ — nécessaire pour remplacer les vingt copies physiques du drapeau officiel de la ville.